# ماكي سال
ماكي سال أو مكي صال (ولد في 11 ديسمبر 1961) هو سياسي سنغالي. شغل منصب رئيس وزراء السنغال من أبريل 2004 إلى غاية يونيو 2007، ورئيس الجمعية الوطنية السنغالية من يونيو 2007 إلى نوفمبر 2008. ورئيس بلدية فاتيك بين 2002-2008، وتقلد هذا المنصب مرة أخرى منذ أبريل 2009.
ماكي سال هو عضو قديم في الحزب الديموقراطي السنغالي (PDS)، لكن صراعه مع الرئيس السنغالي عبد الله واد أدى إلى إبعاده من منصبه كرئيس للجمعية الوطنية في نوفمبر 2008؛ وأسس بالتالي حزبه الجديد التحالف من أجل الجمهورية وانضم إلى المعارضة. فاز بمنصب رئيس جمهورية السنغال في 25 مارس 2012 بعد فوزه على صاحب المنصب في انتخابات الإعادة.

## روابط خارجية
- ماكي سال على موقع IMDb (الإنجليزية)
- ماكي سال على موقع IMDb (الإنجليزية)
- ماكي سال على موقع الموسوعة البريطانية (الإنجليزية)
- ماكي سال على موقع مونزينجر (الألمانية)